# Nottaway Fisheries Company
La Nottaway Fisheries Company, aussi connue sous les noms de Quebec Fisheries Company et Commercial Fisheries & Transport, est une entreprise québécoise de pêche au poisson d'eau douce, établie à Senneterre de 1917 à 1931,.

## Historique

### Opérations
La Nottaway Fisheries Company est fondée en février 1917 à Montréal, par un groupe de 5 investisseurs. L'entreprise base ses opérations à Senneterre en Abitibi, et pratique la pêche commerciale au poisson blanc sur un territoire allant du lac Parent, aux lacs Matagami, Quévillon, Waswanipi, Tiblemont et sur la rivière Bell,,. Elle voit le jour dans un contexte favorable : le Canada prend part à la Première Guerre mondiale et les politiques de rationnement gouvernementales encouragent la consommation du poisson et le développement de la pêche commerciale,. Au fil des ans, la Nottaway Fisheries Company développe ses opérations, opère jusqu'à 200 embarcations différentes. Les cours d'eau du territoire étant parsemés de rapides, l'entreprise met sur pied un système de chariots sur rails sur les sites de portage, afin d'y faire transiter les chargements de poisson et même ses bateaux,,.
L'entreprise connaît des difficultés financières au cours des années 1920, et devient la propriété de l'avocat William Kervin en 1924. Elle prend le nom de Quebec Fisheries Company à ce moment. Il prévoit alors développer un réseau de chemins terrestres menant jusqu'au lac Matagami et à la rivière Bell (territoire non-organisé à l'époque) pour faciliter ses opérations commerciales et opère une vingtaine d'embarcations. En 1928, la compagnie fait faillite mais renaît sous le nom de Commercial Fisheries & Transport. William Kervin en demeure le propriétaire. En 1931, la compagnie possède un avion Junker dédié à ses opérations de transport de marchandises, ainsi que cinq navires et 21 petites embarcations, une fabrique de chaloupes, une forge, deux scieries, ainsi que plusieurs campements de pêche,.

### Fermeture
La Commercial Fisheries & Transport fait faillite en 1931. En octobre 1931, la maison de William Kervin à Senneterre, est la proie d'un incendie criminel. Les pêcheurs à son emploi n'ont pas reçu de salaire depuis 3 mois et le propriétaire a quitté la ville. L'entreprise de pêche est administrée par ses liquidateurs, qui doivent revendre ses actifs avant de payer le salaire des employés,. Ceux-ci protestent en novembre 1931 et empêchent la livraison de l'avion Junker. Le Procureur du district somme le Comité de secours aux chômeurs de la province de soutenir les pêcheurs, et menace les hommes de faire intervenir la milice s'ils nuisent au processus de liquidation de la Commercial Fisheries & Transport,.